# Masacres de Mesovouno
Las Masacres de Mesovouno (en griego: Η σφαγή του Μεσόβουνου) son las perpetradas el 23 de octubre de 1941 y el 22 de abril de 1944 por miembros de la Wehrmacht en el pueblo de Mesovouno, en Ptolemaida, Grecia, durante la Ocupación de Grecia por las Fuerzas del Eje en la Segunda Guerra Mundial.

## Las masacres

### La masacre de 1941
El 23 de octubre de 1941, el pueblo fue objeto de una brutal "represalia" por un levantamiento supuestamente comunista. Los soldados del 2º Batallón del 433º Regimiento de la 164 División de Infantería de la Wehrmacht, bajo la dirección del Mayor Ludwig Gümbel reunieron a todos los hombres de Mesovouno de entre 16 y 60 años de edad y los mataron con fuego de ametralladoras, prendiendo a continuación fuego a sus casas. Murieron 142 personas y la aldea quedó completamente destruida, a excepción de la iglesia. Las mujeres y los niños fueron "reubicados" en aldeas distantes.
Esta masacre formó parte de una serie de ejecuciones en masa de los nazis que tuvieron lugar entre los días 17 y 28 de octubre en las aldeas de Kalokastro y Kerdylia en Serres, y de Kleisto, Kidonia y Ambelofyto en Kilkis.

### La masacre de 1944
El 22 o el 23 de abril de 1944 (según las fuentes), en la aldea de Mesovouno, parcialmente reconstruida por los residentes, dentro de la operación "Maigewitter" contra supuestas bases de los partisanos de ELAS, unidades del 7º Regimiento de la 4.ª División SS Polizei de Granaderos Panzer (infantería motorizada), al mando del Standartenführer de las SS Kar1 Schümers, fueron ejecutadas otras 95 personas.
Uno o dos días después (según las fuentes) se produjo también la masacre de la vecina aldea de Pyrgoi, con un total de 318 muertos.

## Consecuencias legales

### Procedimientos legales por la masacre de 1941
En 1972, la oficina del fiscal de Munich promovió una investigación preliminar contra el Coronel Ludwig Gümbel. Gümbel admitió que él era el oficial responsable de esta acción. De acuerdo con los hechos, el fiscal declaró que "no se puede probar que el acusado haya cometido un delito, porque la ejecución de los habitantes de la ciudad de Mesovouno fue legal bajo la ley vigente en ese momento [...] los residentes de Mesovounon realizaron actos contrarios a las fuerzas de ocupación alemanas, que justificaron medidas de represalia contra la población [...] Incluso si se considerasen estas la represalia como no justificadas por el derecho internacional, el acusado solo sería relevado del mando [...] ni las declaraciones de los testigos griegos ni las declaraciones creíbles de los acusados dan certeza de que concurriesen las características especiales del artículo 211 del Código Penal. Por la misma razón, cabe abstenerse de extender la investigación a otros miembros de las unidades involucradas" (del fiscal de Múnich).

### Procedimientos legales por la masacre de 1944
En la década de 1970, primero por la oficina del fiscal de Coblenza, luego por la oficina del fiscal de Múnich, se promovió, entre otros, un procedimiento contra el responsable del 2º Batallón, el comandante Schlätel, pues el Standartenführer Kar1 Schümers había muerto por la explosión de una mina en 1944. Todas las investigaciones preliminares quedaron sin finalizar y no tuvieron continuidad.

## Conmemoración
Ahora, a la entrada de la aldea, una señal apunta hacia el monumento conmemorativo de las víctimas de las masacres, que se encuentra en una curva cerrada a la derecha de la carretera principal. La asociación cultural germano-griega "Dialogos", con sede en Delmenhorst, se ha propuesto asegurar que los crímenes cometidos en Mesovouno y Pyrgi no se olviden. En abril de 2014, se instaló una placa conmemorativa dentro del monumento de Mesovouno.